# Historisch-Technisches Museum Peenemünde
Das Historisch-Technische Museum Peenemünde (HTM) befindet sich seit 1991 in der Bunkerwarte und dem Areal des ehemaligen Kraftwerks in Peenemünde auf der Insel Usedom im Osten des Landes Mecklenburg-Vorpommern. Das Museum befasst sich mit der Geschichte der Heeresversuchsanstalt Peenemünde (HVA) und der Erprobungsstelle der Luftwaffe „Peenemünde-West“, insbesondere der dort zwischen 1936 und 1945 entwickelten Raketen und anderen Flugkörpern.
Der Museumsbetrieb des am 9. Mai 1991 eröffneten rechtlich unselbständigen Eigenbetriebes „Historisch-Technisches Informationszentrum“ (HTI) der Gemeinde Peenemünde ging mit Beginn des Jahres 2010 auf die „Historisch-Technisches Museum Peenemünde GmbH“ über.

## Ausstellung

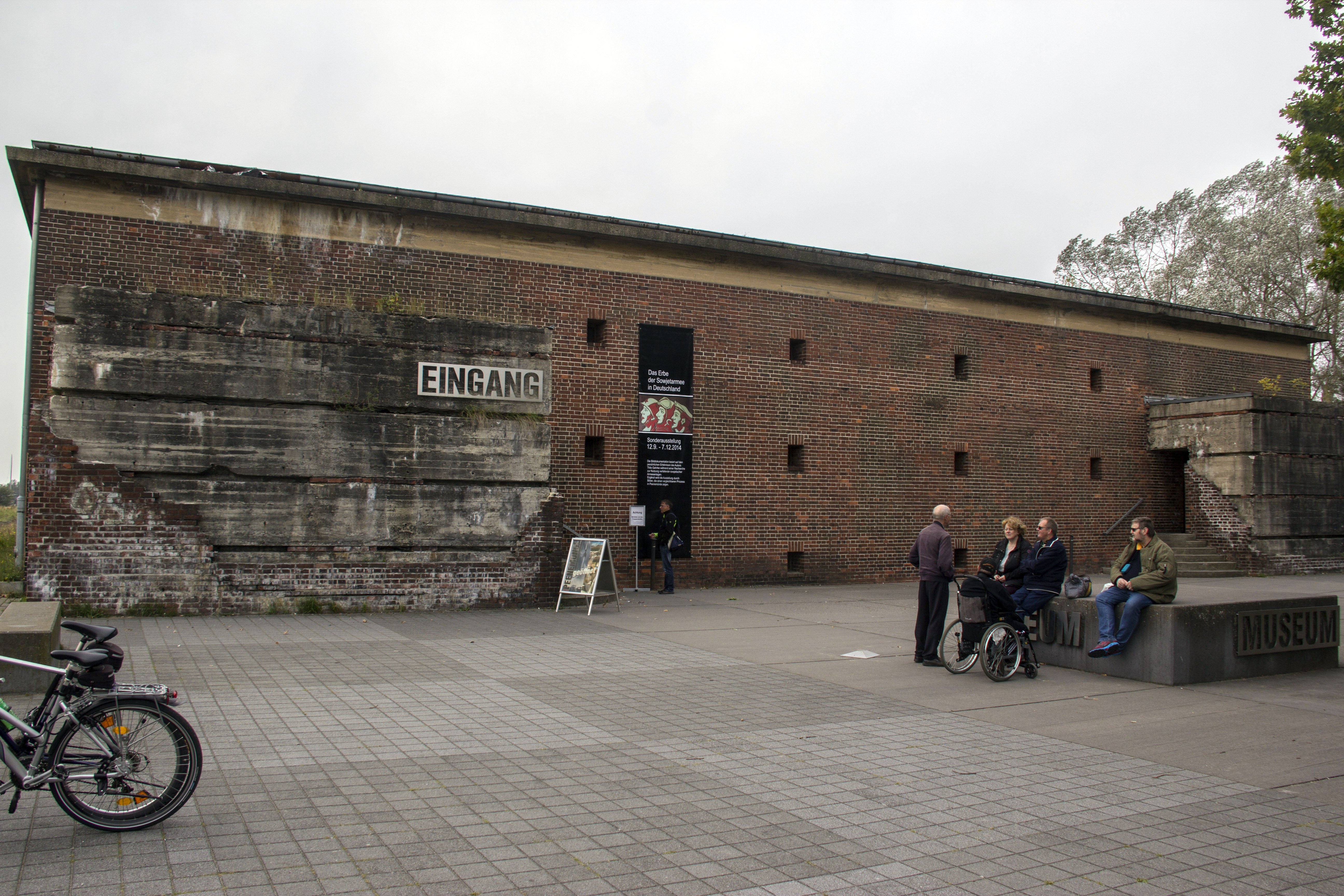
Eingang und Kasse in einem ehemaligen Bunker

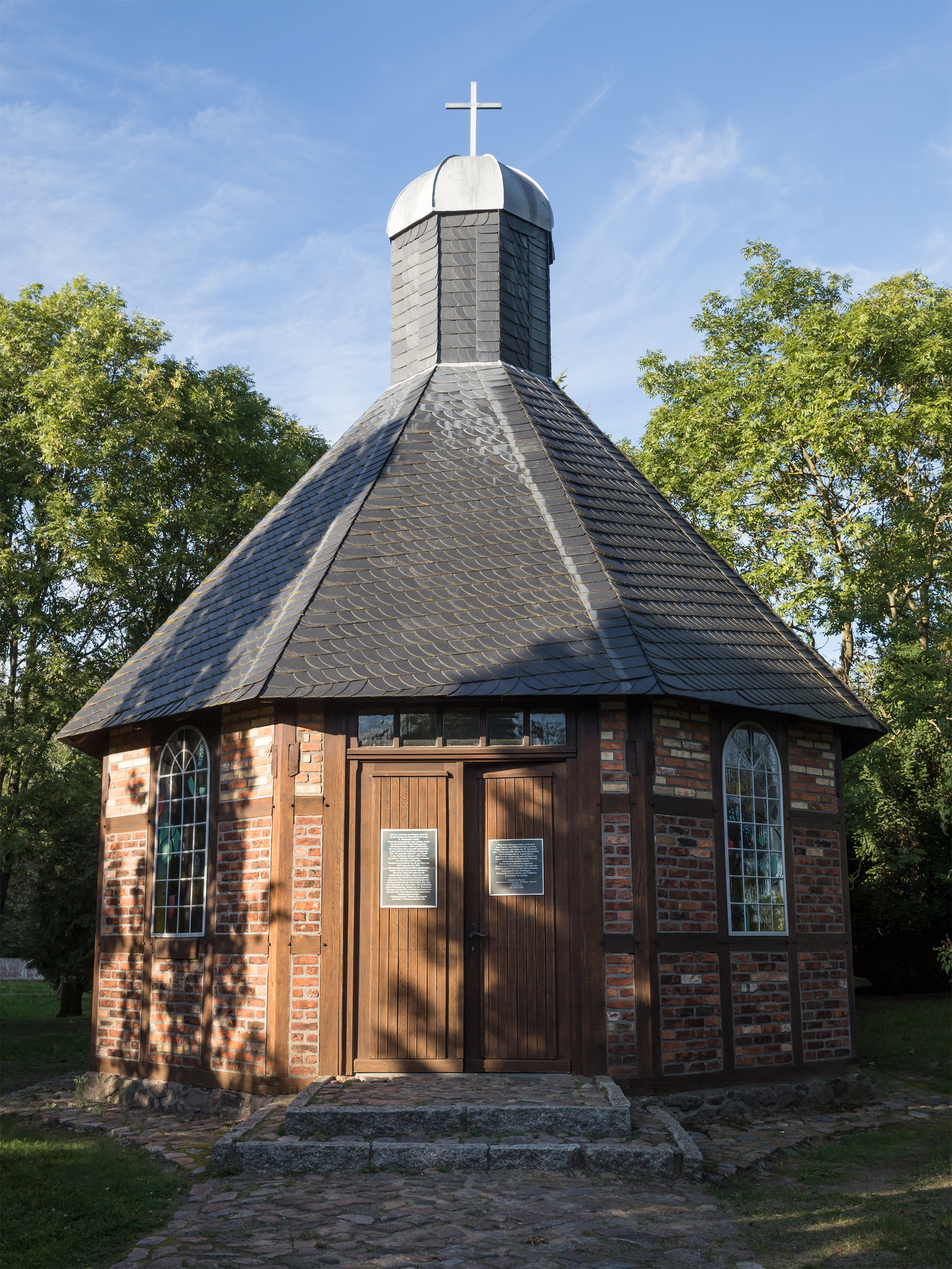
Peenemünde, Kapelle 2016

1991 eröffnete mit dem „Historisch-Technisches Informationszentrum“ (HTI) eine erste Ausstellung in der Bunkerwarte. Diese erste Ausstellung unter dem Motto „Peenemünde – Geburtsort der Raumfahrt“ zog ein Massenpublikum an. Ein medialer Erinnerungsskandal um eine für den 3. Oktober 1992 von der deutschen Luft- und Raumfahrtindustrie geplanten Gedenkveranstaltung in Peenemünde mit dem Titel „50 Jahre Raumfahrt. Erbe – Verpflichtung – Perspektive“ wurde den Museumsmachern jedoch zum Verhängnis. Die öffentliche Kritik gegenüber einer populärwissenschaftlichen und zu technikbezogenen Ausstellung wuchs, so dass die Landesregierung Mecklenburg-Vorpommern eine wissenschaftliche Aufarbeitung der Geschichte der Versuchsanstalten veranlasste.
1996 wurde eine externe Projektgruppe aus Historikern vom Land Mecklenburg-Vorpommern eingesetzt, die mit der Konzeption und Umsetzung einer neuen, größeren Dauerausstellung beauftragt wurde. Die daraus resultierende Dauerausstellung „Peenemünde – Mythos und Geschichte der Rakete, 1923 bis 1989“ wurde 2000/2001 eröffnet und ist bis heute auf zwei Etagen im Schalthausanbau des ehemaligen Kraftwerks zu sehen.
Die Schau im Kraftwerk ist in erster Linie eine historische Ausstellung, in welcher neben der Technikgeschichte auch das Andenken der Opfer seinen Platz findet. Die Besucher werden anhand von Exponaten, Dokumenten und Filmen darüber informiert, welch verhängnisvollen Pakt die Raketenbauer und ihr technischer Leiter Wernher von Braun mit den damaligen Machthabern eingingen. Aufbauend auf den technischen Erfahrungen aus Peenemünde konnten Wernher von Braun und viele der vormaligen Mitarbeiter aus Peenemünde Mitte der 1960er-Jahre für die NASA die Saturn-V-Rakete für den Flug zum Mond konstruieren. Der Auftrag für die damaligen Raketenbauer in der HVA war jedoch die Entwicklung von Kriegswaffen. Die Wirkung der sogenannten „Wunderwaffen“ wird dem Besucher beispielsweise anhand von Filmen gezeigt.
Der Wissensschatz aus der HVA bildeten die Grundlage der Atomraketen-Entwicklung der Siegermächte. In den USA, in der UdSSR, in Großbritannien und in Frankreich waren Peenemünder Fachleute daran beteiligt.
Im Rahmen einer ausführlichen Chronik der Versuchsanstalt wird die Situation und die Arbeitsbedingungen der Zwangsarbeiter beleuchtet. Ausführlich wird der KZ-Häftlinge gedacht, die unter unmenschlichen Bedingungen die „Wunderwaffen“ montieren mussten.
In der aus dem Jahr 1876 stammenden Kapelle Peenemünde neben dem Gelände wird aller Opfer in Peenemünde gedacht. Ab 1936 befand sich die Kapelle im militärischen Sperrgebiet, wurde nicht mehr genutzt und war dem Verfall preisgegeben. In den 1990er-Jahren wurde sie abgetragen und anschließend originalgetreu wiederaufgebaut.
Im Kesselhaus befindet sich seit 2012 zudem eine Ausstellung über die Geschichte des Kraftwerks, den Bau und die Nutzung der Anlage bis zum Jahr 1990. Seit Mai 2015 führt ein gläserner Aufzug zu einer Aussichtsplattform auf dem Dach des Kraftwerks. Zusätzlich zur Dauerausstellung zeigt das Museum jährlich wechselnde Sonderausstellungen.
Seit der Eröffnung 1991 bis zum Jahr 2020 haben mehr als 6 Millionen Besucher das Museum besichtigt, darunter viele Schulklassen. Derzeit laufen die Planungen für eine Neukonzeption der Dauerausstellung.

## Museumseinbindung und Veranstaltungen
Seit Januar 2007 ist das Museum ein Ankerpunkt der Europäischen Route der Industriekultur (ERIH), einem europaweiten Netzwerk von Industriedenkmälern, und damit Teil der ERIH-Themenrouten Energie sowie Transport & Kommunikation. Das HTM erhielt 2002 das Nagelkreuz von Coventry und 2013 den Europa-Nostra-Preis, den höchsten Preis in der europäischen Denkmalpflege in der Kategorie I – Restaurierung / Konservierung für das Ende 2011 abgeschlossene Restaurierungsprojekt im Kraftwerk Peenemünde.
Das Museum ist heute mit Kulturveranstaltungen aus den Bereichen Theater, Performance, Musik, Bildende Kunst und Literatur eine internationale Begegnungs- und Kulturstätte. Vor allem die Konzerte, die jährlich in der Turbinenhalle des Kraftwerkes im Rahmen des Usedomer Musikfestivals stattfinden, sind mit Künstlern von internationalem Rang stets ein kultureller Höhepunkt und Anziehungspunkt für international wichtige Persönlichkeiten aus Politik, Wirtschaft und Kultur.

## Schaustücke im Freigelände
Besondere Schaustücke sind Nachbauten der Fieseler Fi 103 und der A4-Rakete im Freiareal des Museums.

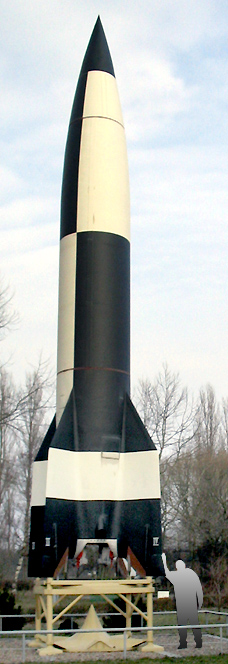
A4-Modell (HTM Peenemünde)
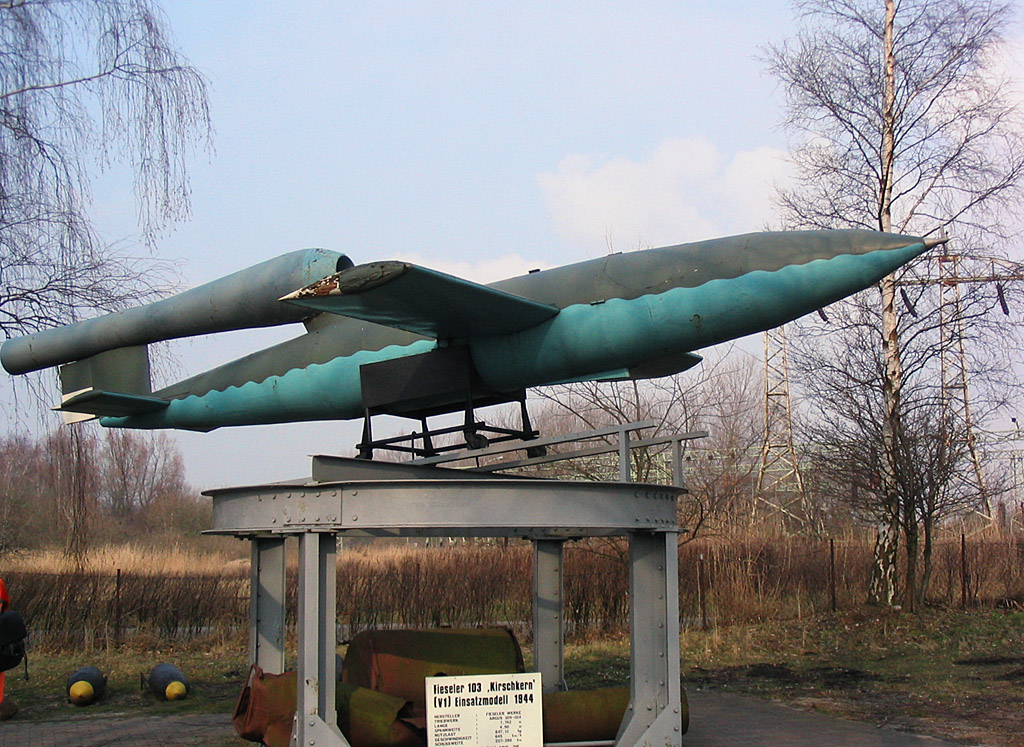
Die Fieseler Fi 103 „V1“ (mittlerweile auf der Startrampe liegend ausgestellt)
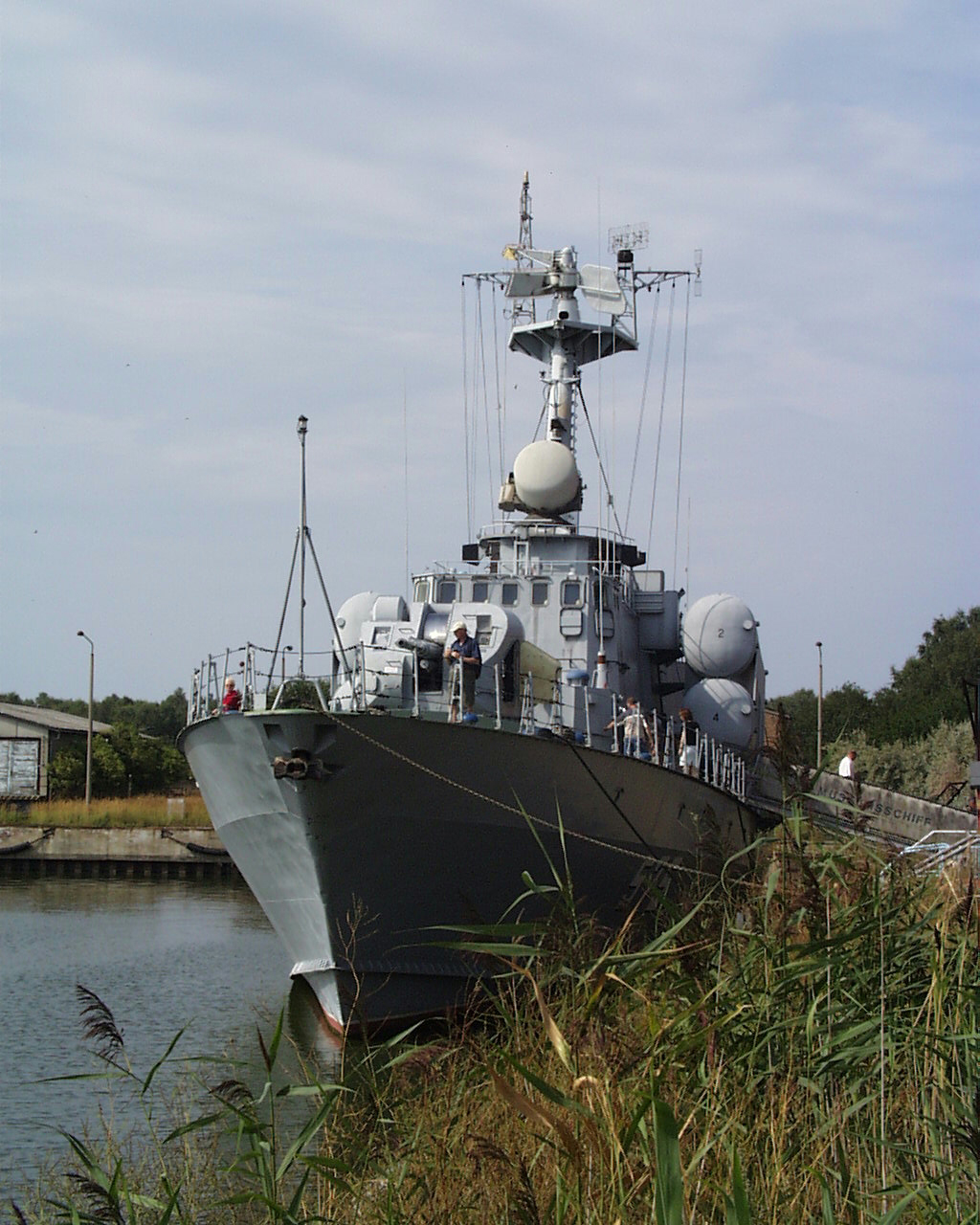
Raketenschnellboot „Hans Beimler“ der Tarantul-Klasse der Volksmarine (gegenwärtig nicht vom Museumsgelände, sondern von der gegenüberliegenden Hafenseite begehbar)
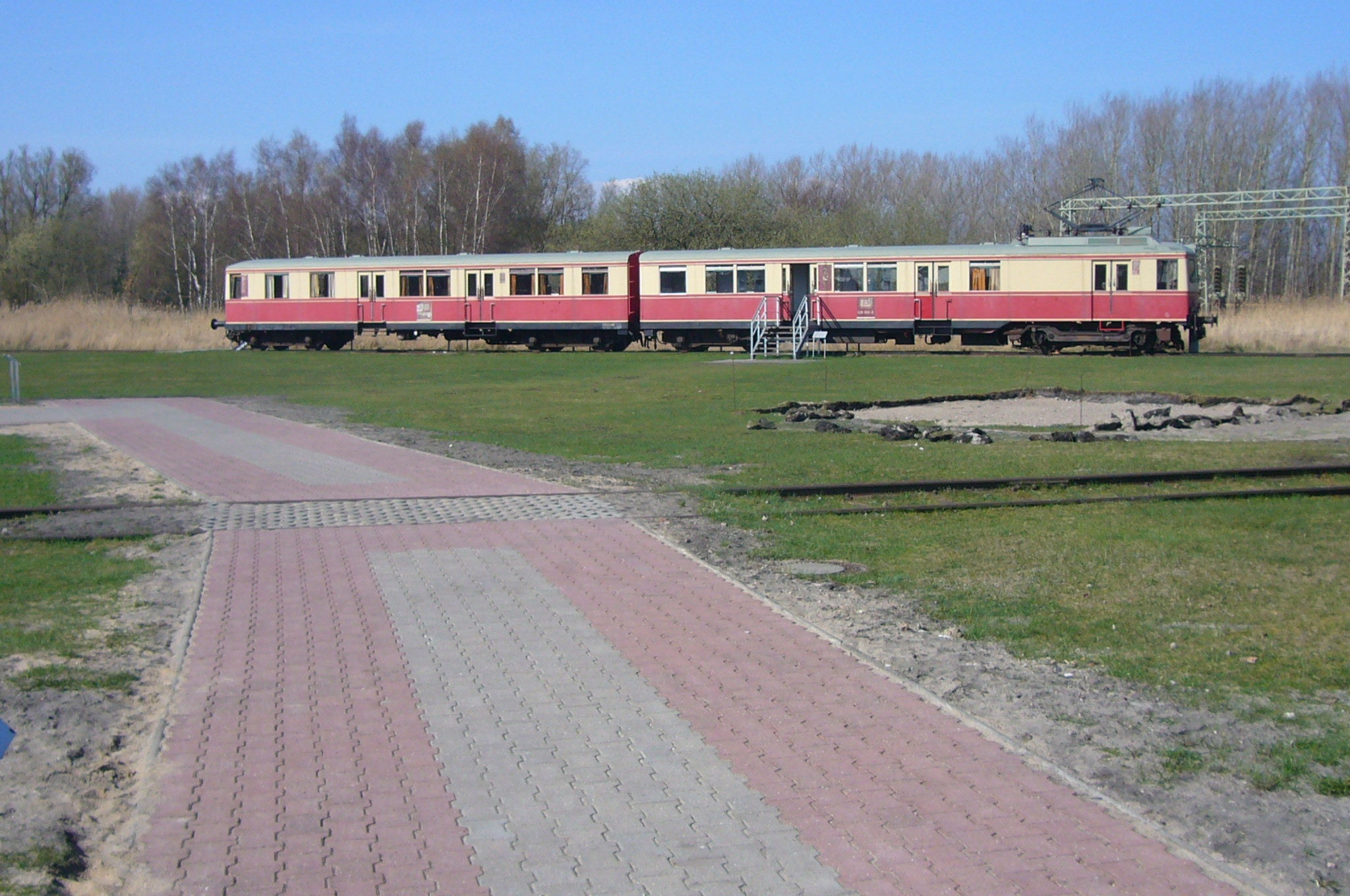
Ehemaliger Triebwagen der Peenemünder Werkbahn im Freigelände
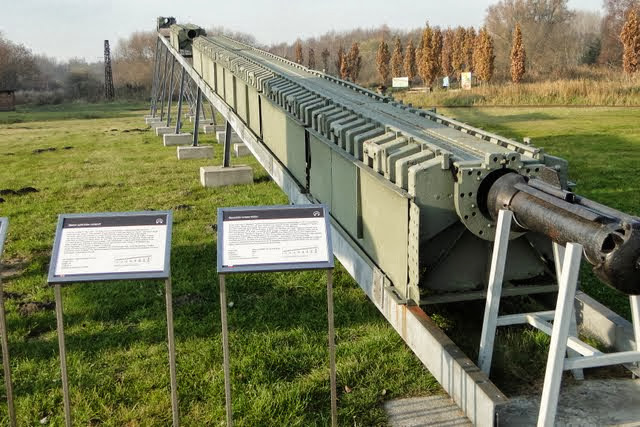
Startrampe für die Fieseler Fi 103 „V1“
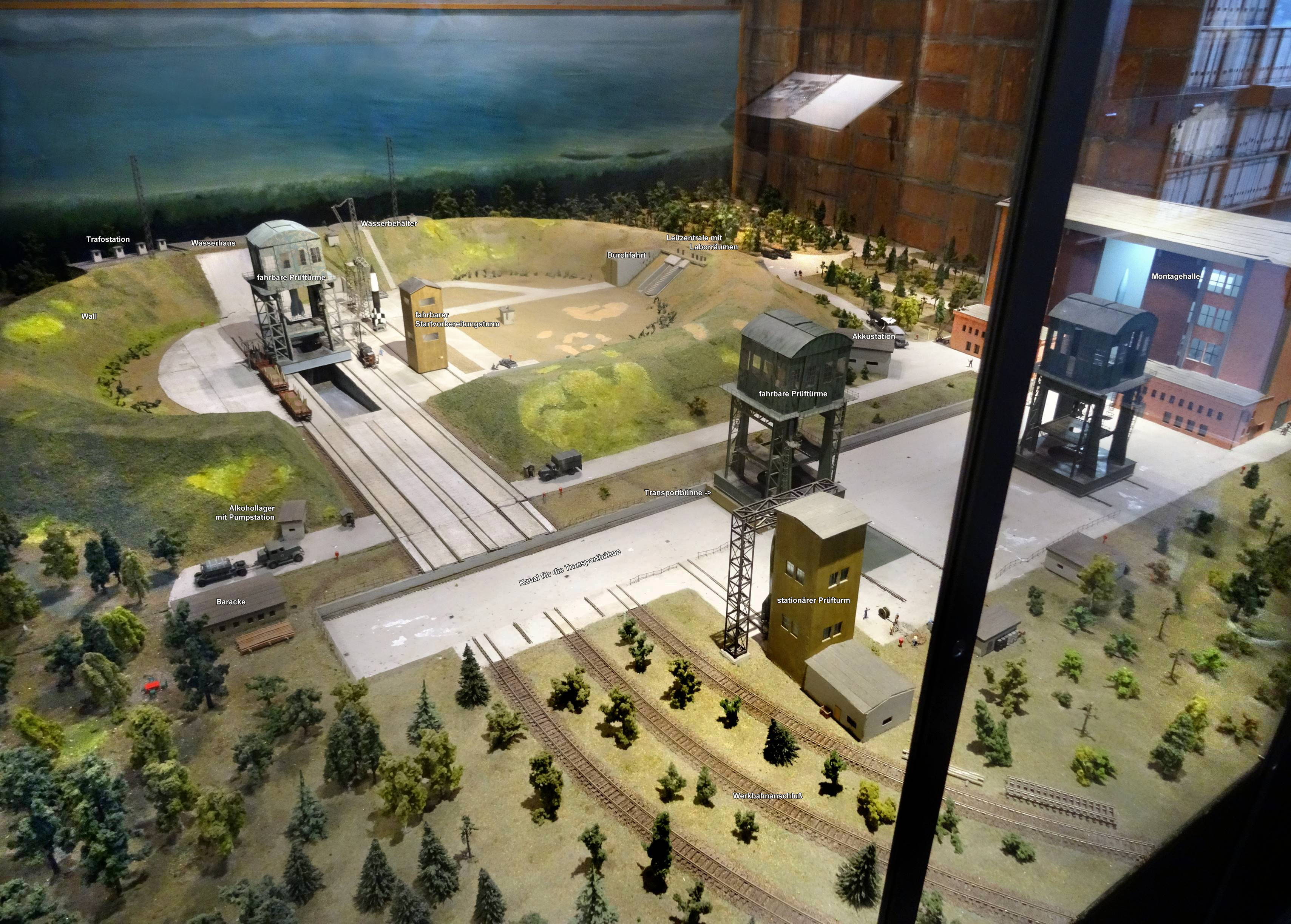
Ehemaliger Prüfstand VII (Modell)
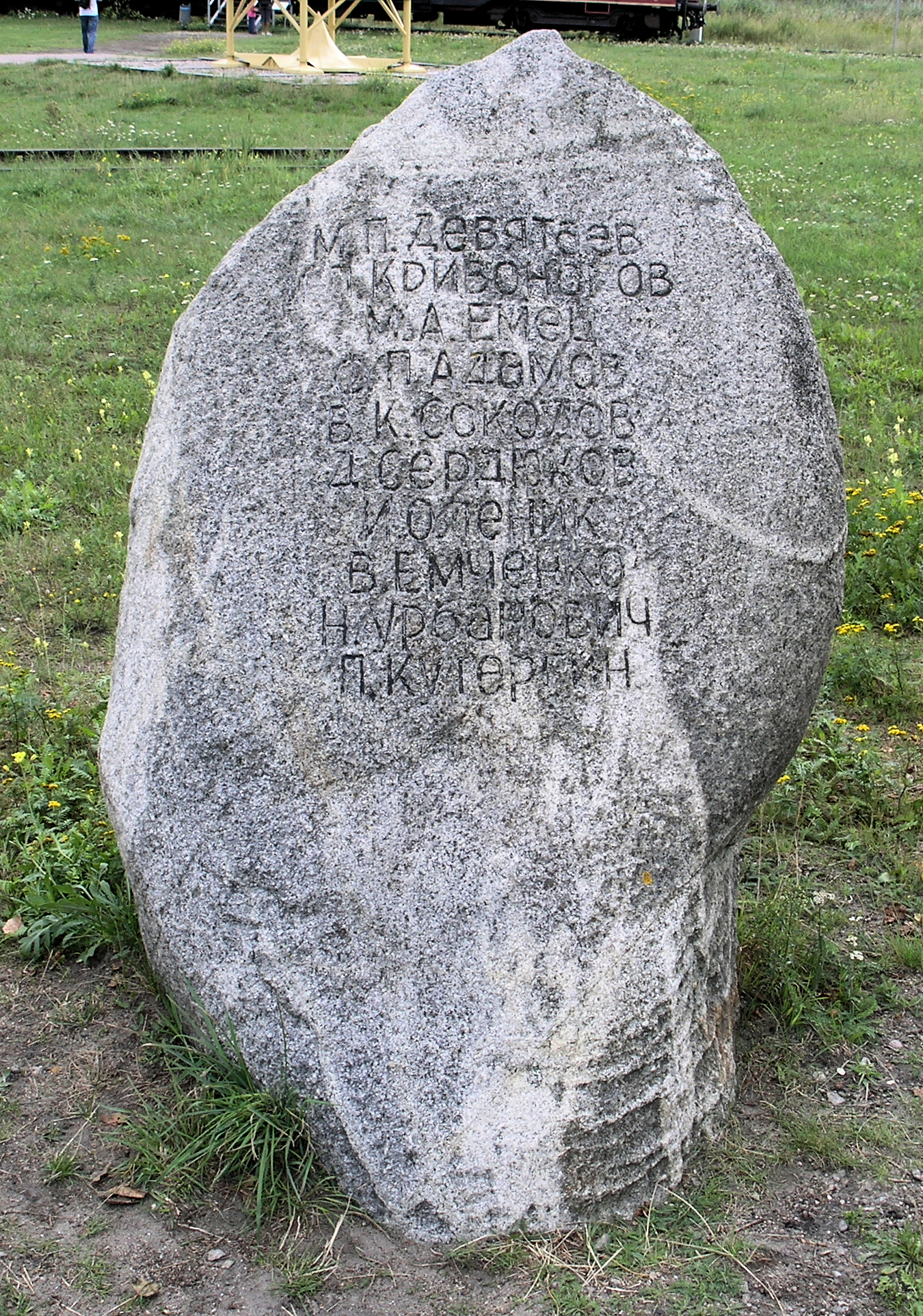
Gedenkstein zu Ehren von Michail Petrowitsch Dewjatajew und der mit ihm geflohenen Häftlinge (mittlerweile restauriert und auf einem Sockel stehend)

## Informationstafeln auf dem Peenemünder Haken

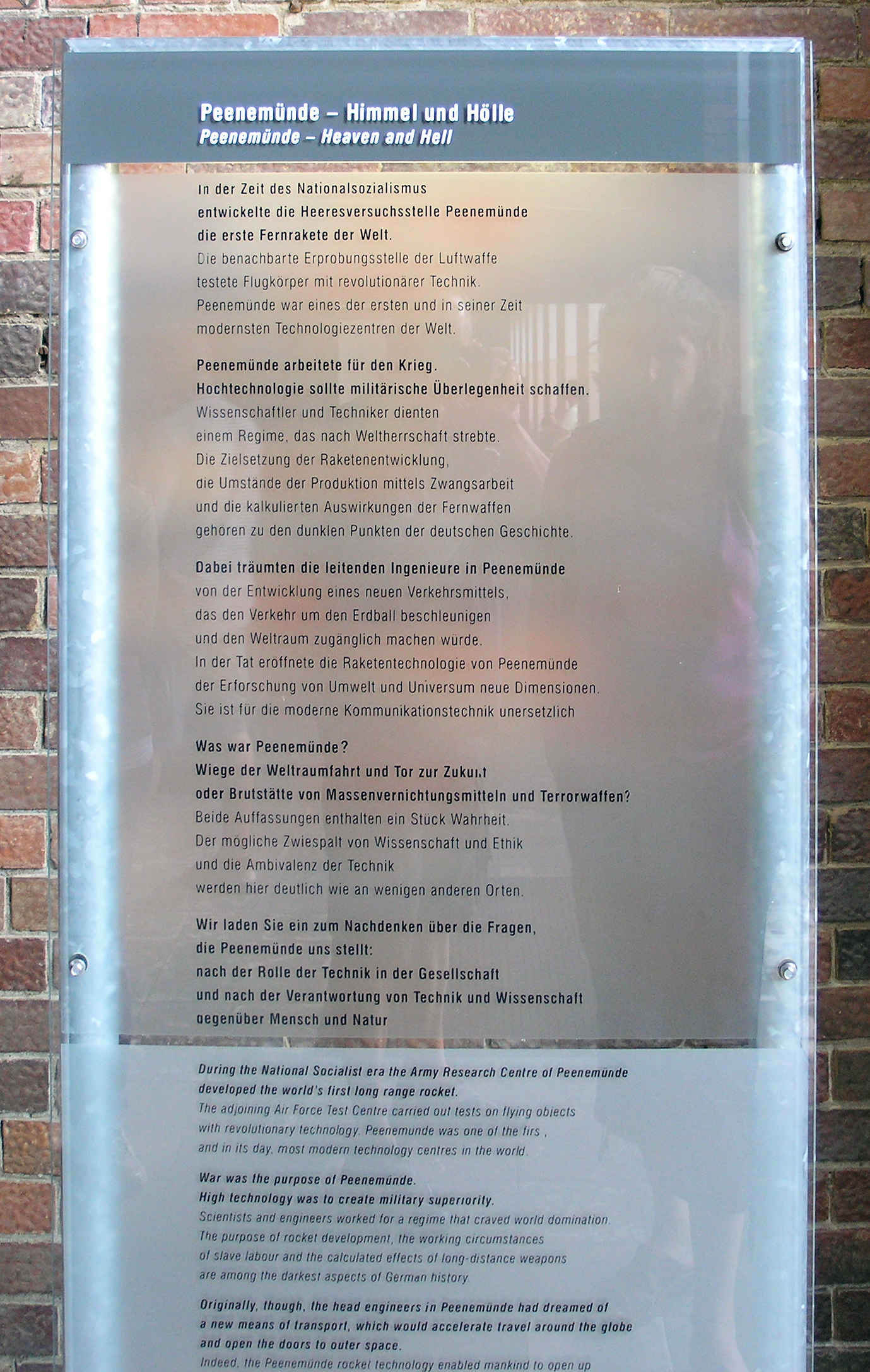
Informationstafel im Eingangsbereich der Dauerausstellung „Himmel und Hölle“

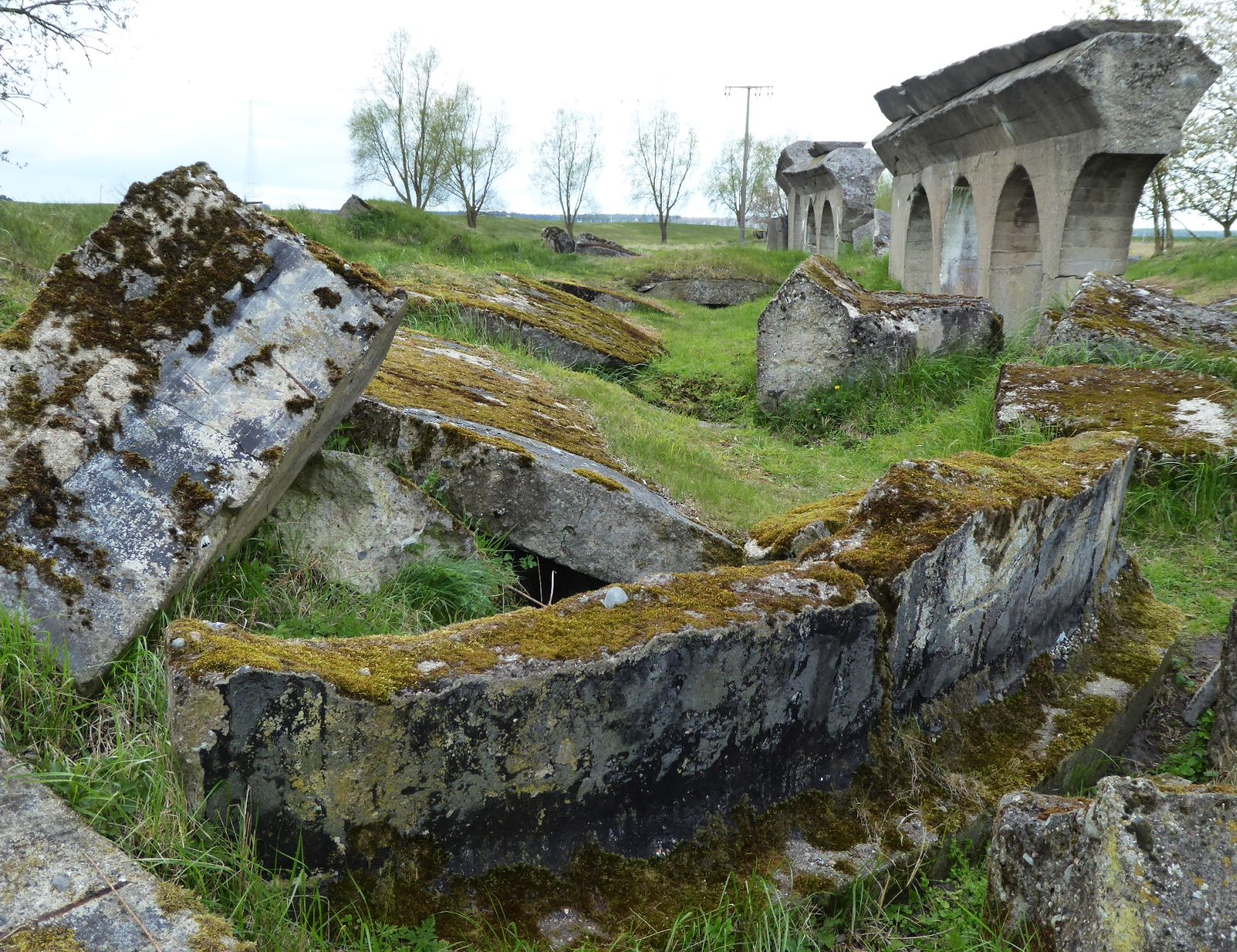
Ruinen der Peene-Bunker

Verteilt über den gesamten Peenemünder Haken betreibt das HTM eine Vielzahl von Informationstafeln an historischen Orten, die mit der Heeresversuchsanstalt und der Erprobungsstelle der Luftwaffe in Verbindung stehen: Die „Denkmal-Landschaft Peenemünde“. Sie ist ein Rundweg von 25 km Länge mit derzeit 23 Stationen. Unter Aussparung sensibler Bereiche werden Besucher zu den historisch interessantesten Punkten geführt. An jeder Station befindet sich ein Schild mit weiteren Informationen.
Ausgehend vom Historisch-Technischen Museum Peenemünde ermöglicht der individuelle Rundgang dem Besucher aber auch, den ökologischen und symbolischen Wert dieser Landschaft zu erfahren, denn sie lädt dazu ein, über das Verhältnis von Mensch, Natur und Technik nachzudenken. Darunter befinden sich unter anderem die Ruine des Sauerstoffwerks Peenemünde-Dorf, ehemalige Zwangsarbeiterlager und Haltepunkte der ehemaligen Peenemünder Werkbahn. Die gezeigten Objekte und Gelände sind zumeist frei begehbar. Einige wurden in Zusammenarbeit mit Jugendlichen im Rahmen der internationalen Jugendbegegnung freigelegt.